# Amilnitrit
Amilnitrit je kemična sestavina s formulo C5H11NO2. Amilnitrit je bioaktiven pri sesalcih kot vazodilatator, kar je osnova za uporabo v humani medicini. Amilnitrit je tudi učinkovit antidot pri zastrupitvi s cianidom. Kot inhalat se uporablja kot rekreacijska droga.
Uporaba amilnitritov je indicirana za zdravstvene namene za zdravljenje bolezni srca, kot so angina pektoris - širjenje žil (vazodilatacija), pri akutnem napadu angine pektoris ali anginozne bolečine. Lahko se uporabljajo tudi kot inhalacijske droge, ki ob inhaliranju sprožijo kratko euforično stanje. Ob kombinaciji z ostalimi drogami kot sta kokain in ecstasy, pa se to euforično stanje podaljša za nekaj minut.
Uživanje amilnitritov v kombinaciji z alkoholom lahko poveča stranske učinke in resno zniža tlak. Povsem neprimerno je kombiniranje z zdravili za zdravljenje motnje erekcije, kot so sildenafil, tadalafil ali vardenafil.